# Dyskografia Capletona
Dyskografia Capletona, jamajskiego wykonawcy muzyki reggae i dancehall.

## Albumy studyjne
| L.p. | Tytuł               | Data wydania | Wytwórnia          | Format |
| ---- | ------------------- | ------------ | ------------------ | ------ |
| 1.   | Lotion Man          | 1991         | VP                 | CD, LP |
| 2.   | Alms House          | 1993         | Greensleeves / RAS | CD, LP |
| 3.   | Good So             | 1994         | VP                 | CD, LP |
| 4.   | Prophecy            | 1995         | African Star / RAL | CD, LP |
| 5.   | I-Testament         | 1997         | African Star / RAL | CD, LP |
| 6.   | More Fire           | 2000         | VP                 | CD, LP |
| 7.   | Still Blazin’       | 2002         | VP                 | CD, LP |
| 8.   | Praises To the King | 2003         | Black Scorpio      | CD, LP |
| 9.   | Reign of Fire       | 2004         | VP                 | CD, LP |
| 10.  | The People Dem      | 2004         | Rude Boy           | CD, LP |
| 11.  | Free Up             | 2006         | Penitentiary       | CD, LP |
| 12.  | Rise Them Up        | 2007         | Rude Boy           | CD, LP |
| 13.  | Bun Friend          | 2008         | Rude Boy           | CD, LP |
| 14.  | I-Ternal Fire       | 2010         | VP                 | CD     |

## Albumy koncertowe
| L.p. | Tytuł                 | Data wydania | Wytwórnia | Format | Komentarz                                                   |
| ---- | --------------------- | ------------ | --------- | ------ | ----------------------------------------------------------- |
| 1.   | Still Blazin’ Live    | 2003         | VP        | DVD    | nagranie z występu w Nowym Jorku w lipcu 2002 roku          |
| 2.   | Live at Negril        | 2003         | Nocturne  | CD     | nagranie z występu w kurorcie Negril na Jamajce w 2001 roku |
| 3.   | Paris’ Burnin’        | 2003         | Mediacom  | DVD    | nagranie z występu w Paryżu w kwietniu 2003 roku            |
| 4.   | Live in San Francisco | 2006         | 2B1       | CD+DVD | nagranie z występu w San Francisco w 2005 roku              |

## Kompilacje
| L.p. | Tytuł                               | Data wydania | Wytwórnia        | Format | Komentarz                                                        |
| ---- | ----------------------------------- | ------------ | ---------------- | ------ | ---------------------------------------------------------------- |
| 1.   | Gold                                | 1991         | Jet Star         | CD     | składanka "the best of"                                          |
| 2.   | African Star Specials               | 1996         | Equal Rights     | CD     | składanka utworów Capletona i jego przyjaciół ze sceny muzycznej |
| 3.   | Capleton & Friends                  | 1998         | Jet Star         | CD     | składanka utworów Capletona i jego przyjaciół ze sceny muzycznej |
| 4.   | The Best of Capleton                | 2002         | Hip-O            | CD     | składanka "the best of"                                          |
| 5.   | Voice of Jamaica Vol. 3: Capleton   | 2003         | Tha Jam          | CD     | składanka z serii "Voice of Jamaica"                             |
| 6.   | Kings of Dancehall Vol. 2: Capleton | 2005         | Charm / Jet Star | CD     | składanka z serii "Kings of Dancehall"                           |
| 7.   | Most Wanted                         | 2009         | VP               | CD     | składanka "the best of"                                          |

## Wspólnie z innymi wykonawcami
| Wykonawcy                                                     | Tytuł                           | Data wydania | Wytwórnia             | Format |
| ------------------------------------------------------------- | ------------------------------- | ------------ | --------------------- | ------ |
| Capleton, Tony Rebel & Ninjaman                               | Real Rough                      | 1990         | VP                    | CD, LP |
| Capleton & General Levy                                       | Double Trouble                  | 1991         | VP                    | CD, LP |
| Capleton, Cutty Ranks & Reggie Stepper                        | 3 The Hard Way                  | 1991         | Techniques / Jet Star | CD     |
| Capleton & Anthony B                                          | One Mission                     | 1999         | J&D                   | CD     |
| Capleton & Sizzla                                             | Forces of Nature                | 2001         | Brickwall             | CD     |
| Capleton, Anthony B, Sizzla, Luciano & Junior Kelly           | Five Disciples Part 1           | 2001         | Penitentiary          | CD, LP |
| Capleton & Sizzla                                             | Toe 2 Toe Vol. 3                | 2002         | Charm / Jet Star      | CD, LP |
| Capleton, Anthony B & Luciano                                 | We Three Kings Vol. 2           | 2002         | Artists Only!         | CD     |
| Capleton, Anthony B, Sizzla & Luciano                         | Four The Hardway                | 2002         | 2B1                   | CD     |
| Capleton, Anthony B, Sizzla & Junior Kelly                    | Kings of Zion Part 1            | 2002         | Charm / Jet Star      | CD, LP |
| Capleton, Anthony B, Sizzla, Admiral Tibet & Michael Fabulous | 5 Blazing Fire                  | 2002         | Fire Ball             | CD     |
| Capleton, Sizzla, Buju Banton & Junior Kelly                  | Kings of Zion Part 2            | 2003         | Charm / Jet Star      | CD, LP |
| Capleton, Anthony B, Sizzla, Luciano & Junior Kelly           | Five Disciples Part 2           | 2003         | Penitentiary          | CD, LP |
| Capleton & Luciano                                            | Jah Warrior II                  | 2004         | Penitentiary          | CD, LP |
| Capleton, Anthony B, Sizzla, Luciano & Junior Kelly           | Five Disciples Part 3           | 2004         | Penitentiary          | CD, LP |
| Capleton, Junior Kelly & Bounty Killer                        | The Good, The Bad & The Blazing | 2005         | Minor 7 Flat 5        | CD, LP |
| Capleton, Anthony B, Sizzla & Turbulence                      | Kings of Zion Part 3            | 2005         | Charm / Jet Star      | CD, LP |
| Capleton, Anthony B, Sizzla, Lutan Fyah & Junior Kelly        | Five Disciples Part 4           | 2006         | Penitentiary          | CD, LP |

## Inne
Capleton wydał ponad 300 singli na winylach 7" i 12". Wiele jego piosenek znalazło się na różnych składankach z muzyką reggae/dancehall, m.in. na seriach składanek riddimowych Riddim Driven (VP Records) oraz Greensleeves Rhythm Album (Greensleeves Records), a także na wielu innych kompilacjach.
Wykonawca udzielił się gościnnie w utworze "Let's Stop" z minialbumu zespołu Star Guard Muffin pt. Jamaican Trip, który ukazał się w czerwcu 2011 roku. Było to jego pierwsze i jak do tej pory jedyne wspólne nagranie z muzykami z Polski.